# Seurre
Seurre é uma comuna francesa na região administrativa da Borgonha-Franco-Condado, no departamento de Côte-d'Or. Estende-se por uma área de 9 km². Em 2010 a comuna tinha 2 348 habitantes (densidade: 260,9 hab./km²).